# Stol za pripravu
Stol za pripravu, abak ili kredenac (lat. credens, credentis) mali je pomoćni stolić u blizini oltara u crkvi koji se koristi u slavljenju euharistije.
Obično se postavlja uza zid na strani epistole (južno od oltara), prekriven finom lanenom tkaninom. Za njega se brine akolit, sakristijan ili ministrant, a na njemu se nalazi pribor koji se koristi u euharistijskom slavlju; kalež, patenu sa hostijom, ampulice sa vinom i vodom, vrčić i tanjurić za pranje prstiju itd. koji tu stoje do prinosa, kada se premještaju na oltar.